# Alexander Frei
Alexander Frei (Basel, 15. srpnja 1979.), švicarski umirovljeni nogometaš. Bio je član nogometnog kluba FC Basel. Bio je i reprezentativac Švicarske nacionalne momčadi i s 42 golova je i najbolji strijelac svih vremena Švicarske.

## Karijera
Frei je započeo nogometnu karijeru u Švicarskoj kao amater u klubu FC Aesch BL, potom potpisao je prvi profesionalni ugovor za FC Basel.  

## Vanjske poveznice
- Alexander Frei osobne stranice